# تکزار
تُکزار یا تُگزار نام شهری است در ولسوالی سَنچَرک، ولایت سرپل، افغانستان. این شهر مرکز ولسوالی سانچارک می‌باشد.

## ماستر پلان شهری
در حال حاضر مسئولان دولتی درصدد اجرای ماستر پلان تفصیلی این شهر هستند. با این حال میان مسئولان دولتی و مردم بر سر تطبیق این پلان اختلاف وجود دارد. به گفتهٔ مسئولان دولتی، شهر تکزار با تطبیق ماستر پلان شهری می‌تواند در آینده به یک شهر صنعتی تبدیل شود.

## پی‌نوشت‌ها
1. ↑  «جمهوری اسلامی افغانستان، وزارت احیاء و انکشاف دهات، برنامهٔ ملی انکشاف ساحوی، پلان انکشافی ولسوالی سانچارک ولایت سرپل» (PDF). بایگانی‌شده از اصلی (PDF) در ۲۷ ژوئیه ۲۰۱۱. دریافت‌شده در ۱۱ ژوئیه ۲۰۱۱.